# 大椎穴
大椎穴，又名百勞穴，為手三陽脈、足三陽脈與督脈之會穴。位於第七頸椎棘突（頸椎高骨）下凹處，對各種神經症有鎮靜作用，大椎穴主瀉胸中之熱，全身之熱及消炎，對肺功能有明顯的改善與調整作用。